# Verkeersbord

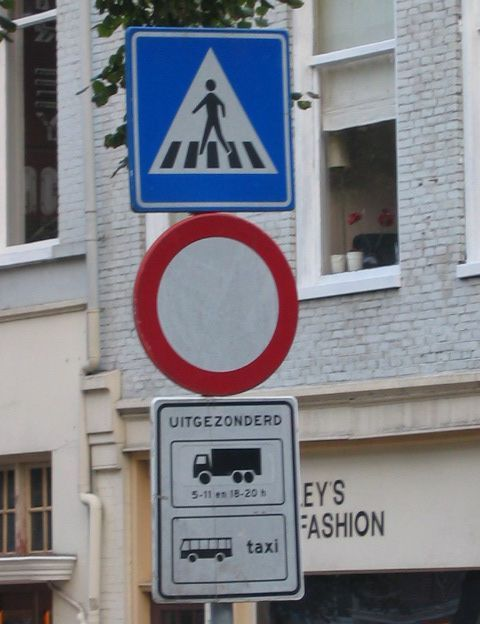
Enkele Nederlandse verkeersborden

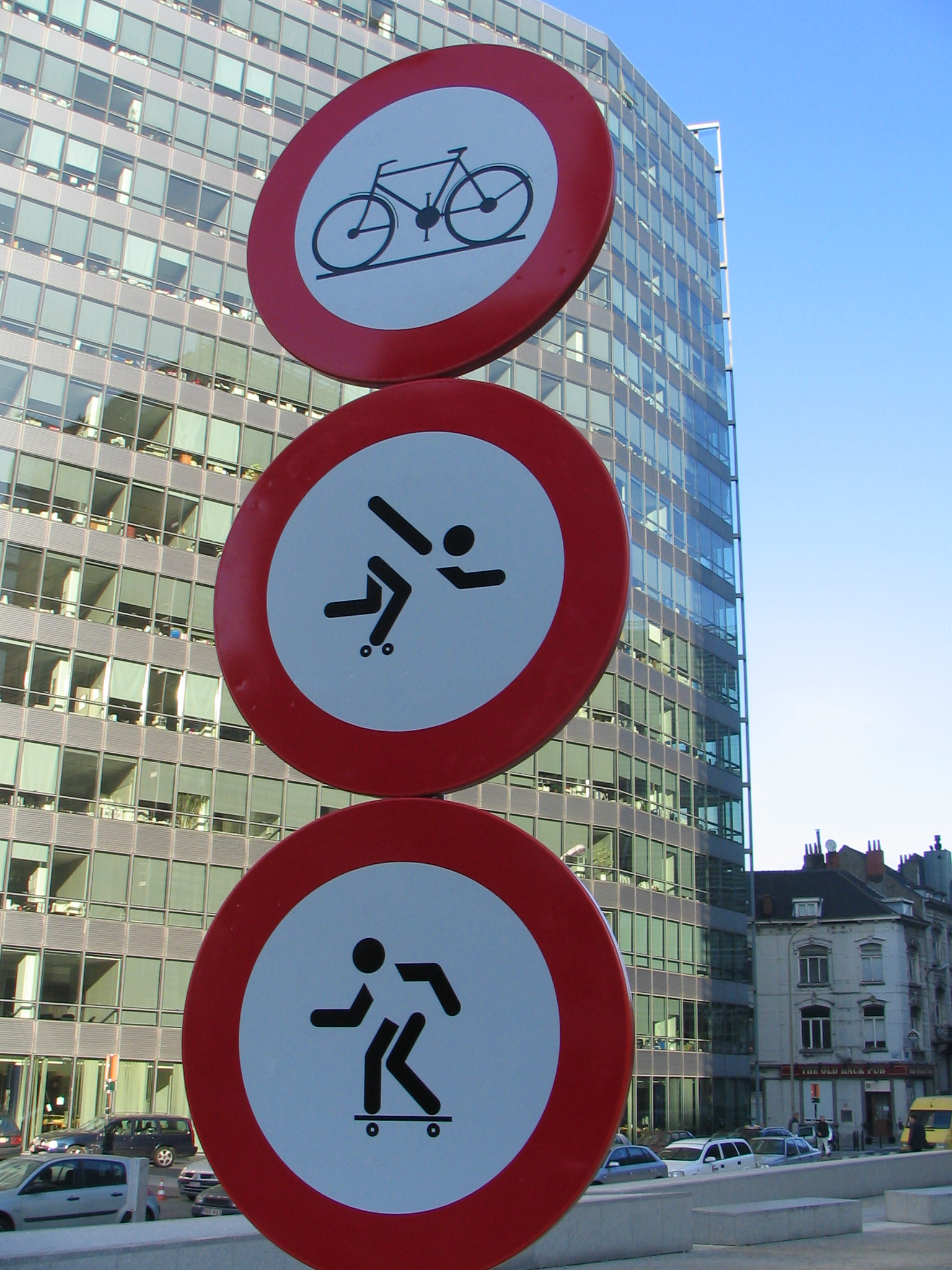
Enkele weinig voorkomende verkeersborden in Brussel. Enkel het verbodsbord C11: Verboden toegang voor bestuurders van rijwielen is wettelijk. De andere staan niet in het KB van 1975 en zijn dus onwettig geplaatst.

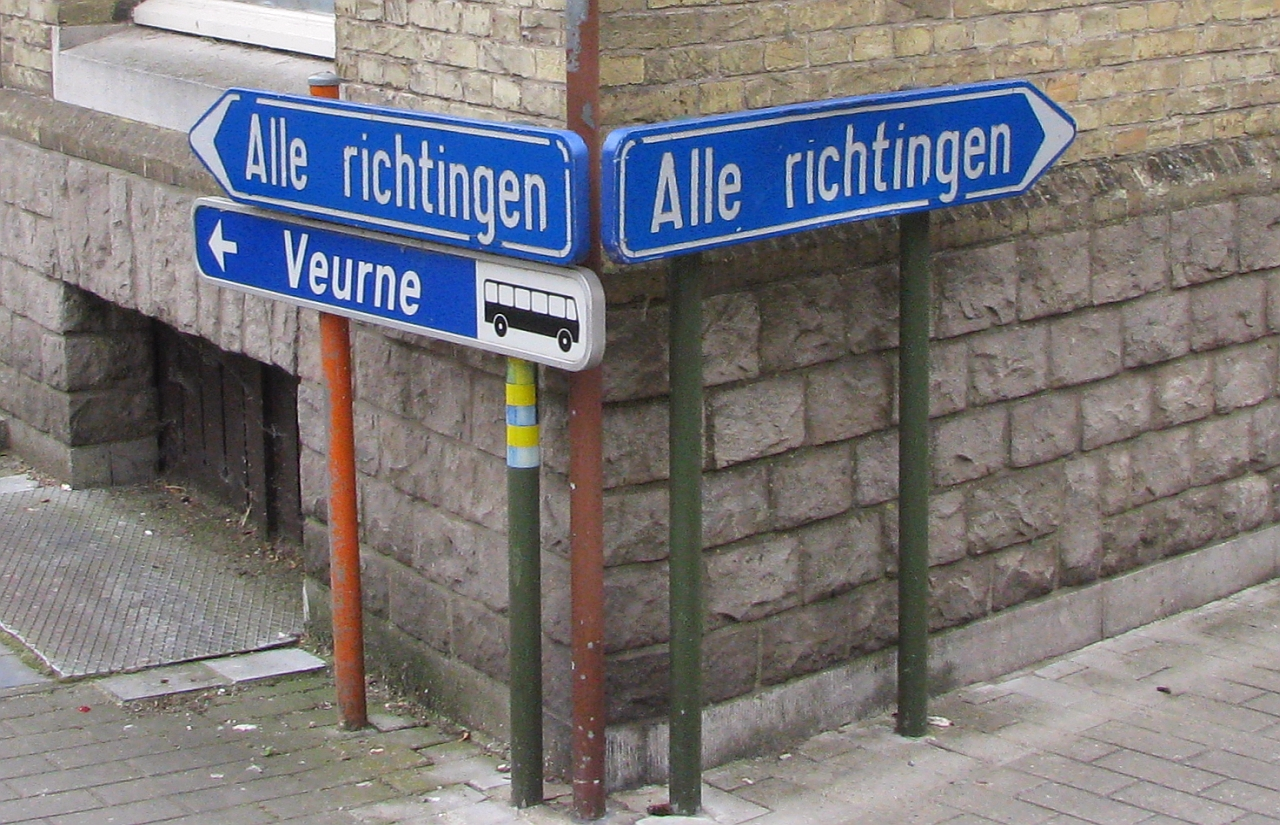
Verkeersborden in het zuidwesten van de stad Veurne

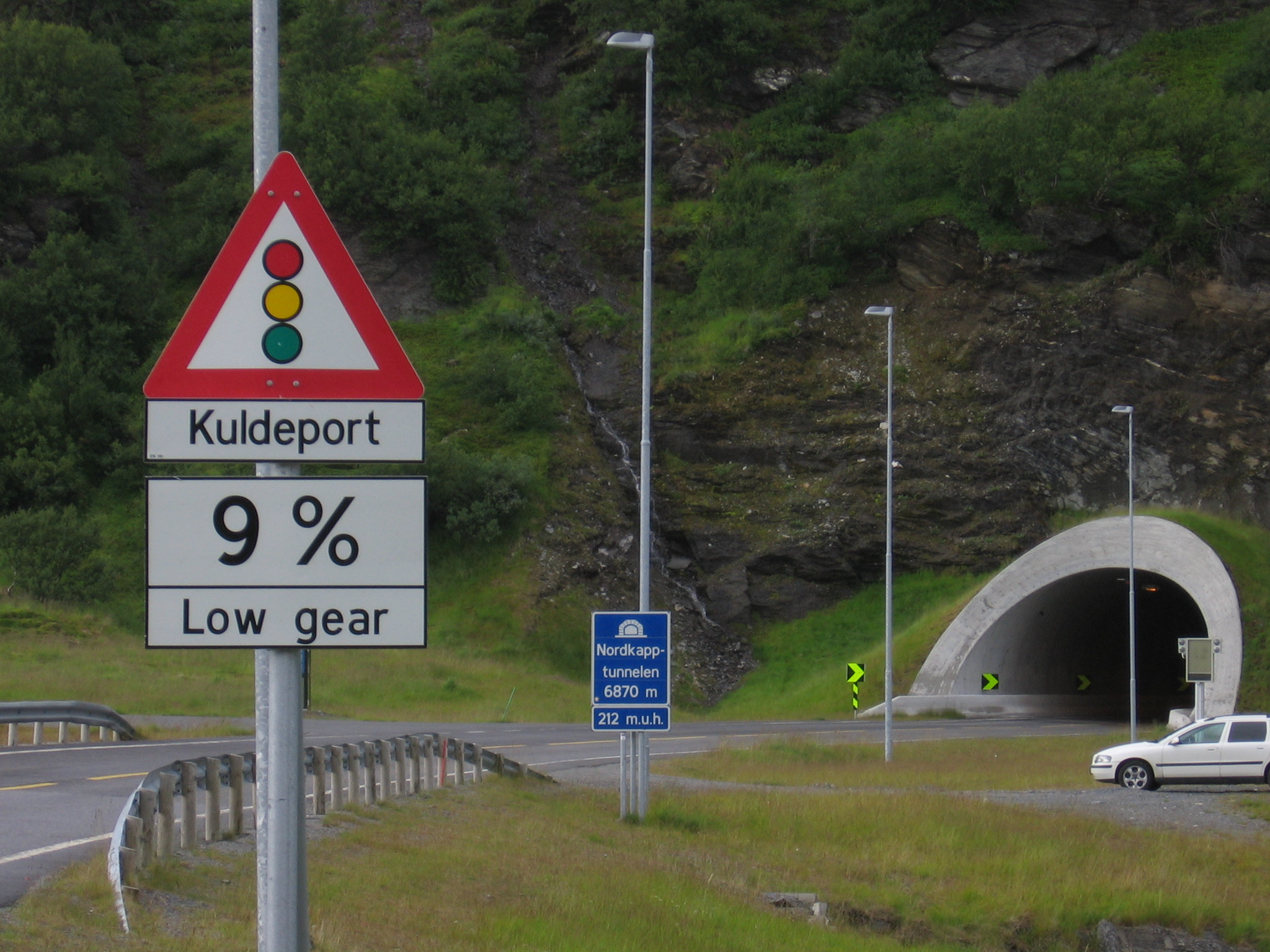
Enkele verkeersborden voor de ingang van de Nordkaap-tunnel in Noorwegen

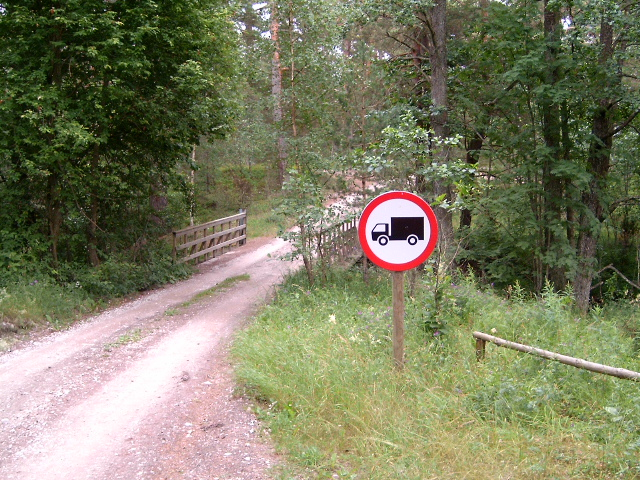
Verkeersbord in landelijke omgeving in Estland

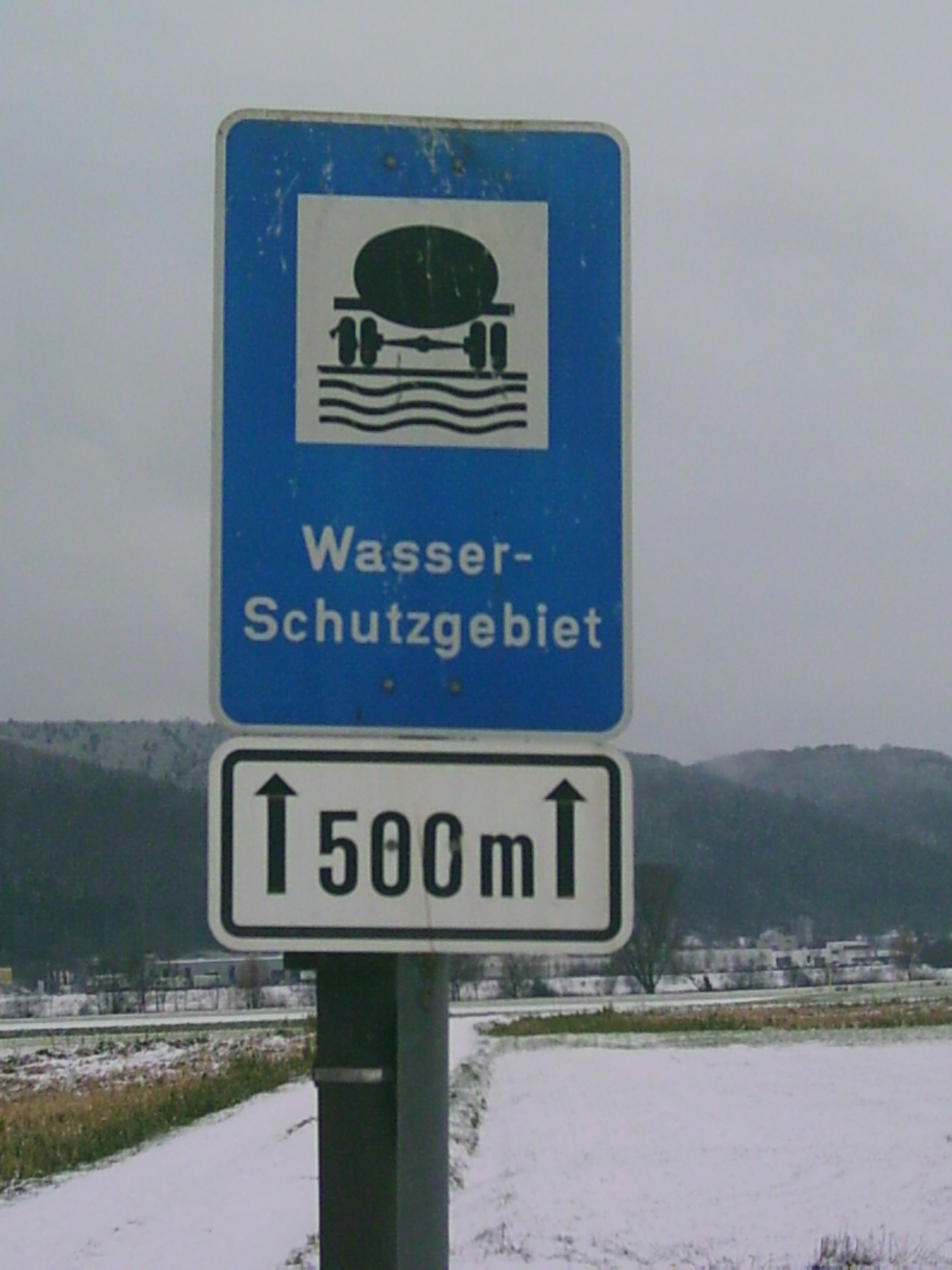
Verkeersbord in Duitsland

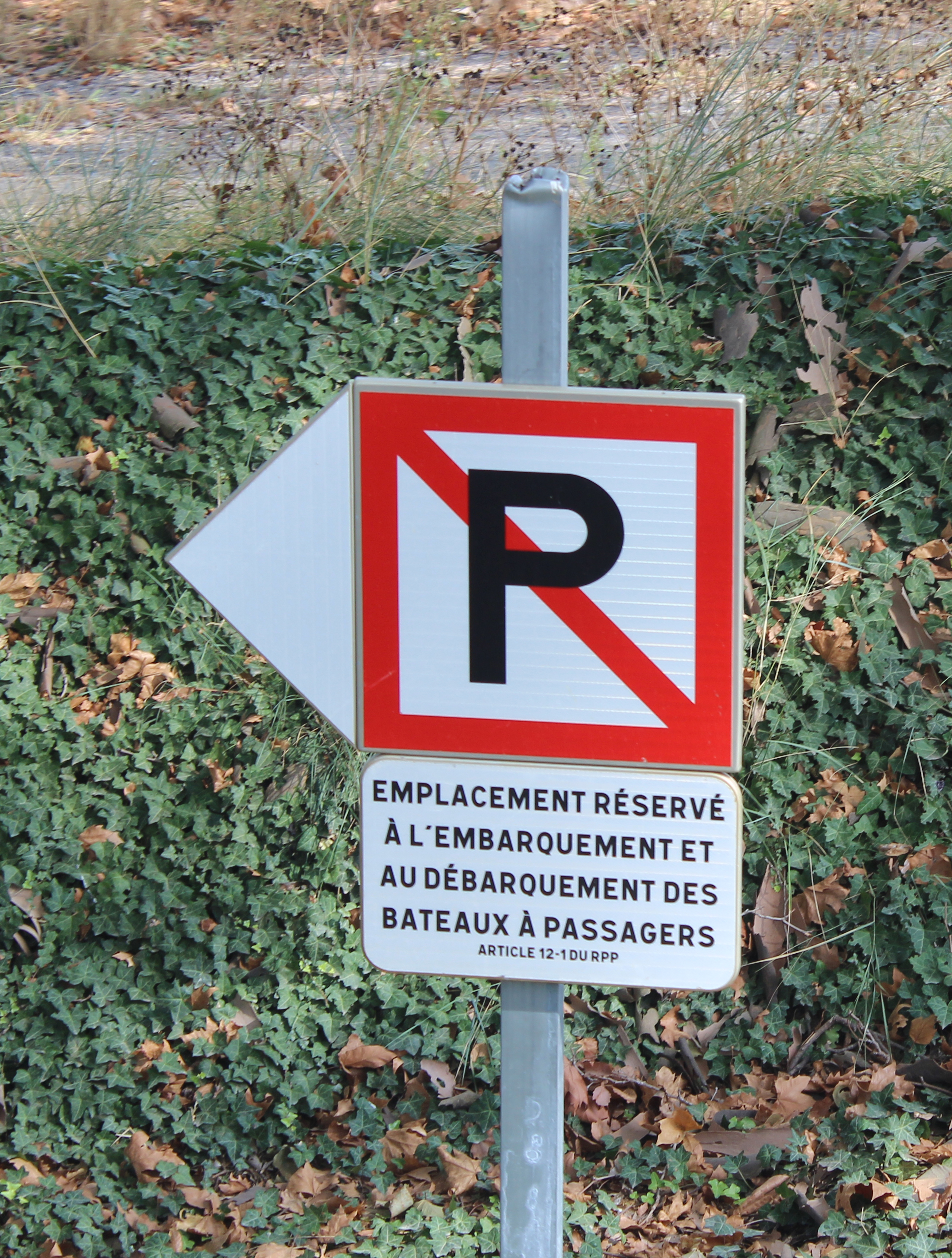
Verkeersbord langs een kanaal. Let wel - In sommige landen zijn de vaarwegborden vierkant

Verkeersborden zijn een van de drie soorten verkeerstekens die de wegbeheerder kan gebruiken om het verkeer op de weg te regelen. De andere twee zijn verkeerslichten en wegmarkering. Verkeerstekens in het algemeen en borden in het bijzonder geven aanwijzingen aan verkeersdeelnemers over hoe zich te gedragen op de weg.
Verkeersborden zijn er in verschillende categorieën. Sommige geven verboden weer voor het wegverkeer in het algemeen of bestuurders van bepaalde voertuigen in het bijzonder, andere verkeersborden leggen juist verplichtingen op of geven informatie aan de verkeersdeelnemer. Het uiterlijk van de borden werd het laatst in internationaal verband vastgesteld in 1968 in het Verdrag van Wenen inzake verkeerstekens.
Naast het wegverkeer zijn er ook verkeersborden in andere vervoerssystemen, zoals in de scheepvaart, op de spoorwegen of op een luchthaven.
Sommige borden zijn niet altijd nodig of gewenst: de wegbeheerder kan dan door middel van een wisselbord (of -wegwijzer) of een elektronisch matrixbord de verkeerssituatie veranderen.

## Situatie in België
In België zijn de verkeersborden gedefinieerd in Titel III Hoofdstuk II van het Koninklijk Besluit van 1 december 1975 houdende algemeen reglement op de politie van het wegverkeer en van het gebruik van de openbare weg. Het valt onder de bevoegdheid van de federale minister van mobiliteit.(B.S. 09.12.1975)
De Belgische verkeersborden worden ingedeeld in zes categorieën:
- Serie A: Gevaarsborden
- Serie B: Voorrangsborden
- Serie C: Verbodsborden
- Serie D: Gebodsborden
- Serie E: Parkeren- en stilstaanborden
- Serie F: Aanwijzingsborden

De plaatsingsvoorwaarden en afmetingen van onder andere de verkeersborden wordt geregeld door het Ministerieel Besluit van 11 oktober 1976 houdende de minimum afmetingen en de bijzondere plaatsingsvoorwaarden van de verkeerstekens. Dit ministerieel besluit valt onder de bevoegdheid van de gewesten.
In de zomer van 2012 zou een nieuw verkeersreglement van kracht worden in België. Het huidige reglement is 61 keer gewijzigd in 35 jaar. De handkar zou verdwijnen van de verkeersborden en er zouden nieuwe borden komen, bijvoorbeeld voor mist. Eind september 2011 gaf de Vlaamse regering echter een negatief advies af over de wijzigingen. Het reglement zou op enkele plaatsen de federale bevoegdheden te buiten gaan en hoge kosten met zich meebrengen voor de gemeenten.
Op 3 juni 2024 werd de nieuwe Code van de openbare weg getekend door de koning en de federaal minister van Mobiliteit. Deze bevat enkele nieuwe verkeersborden, en daarnaast worden de bestaande borden gemoderniseerd. De symbolen zijn eenvoudiger en zijn genderneutraal. Aan de buitenrand van de borden wordt een contrastrand voorzien. De blauwe onderborden worden vervangen door witte onderborden met een zwart opschrift. Op 1 september 2026 treed de Code van de openbare weg treedt in werking.

## Situatie in Nederland

### Wegverkeer
In Nederland zijn de verkeersborden gedefinieerd in het Reglement verkeersregels en verkeerstekens van 1990. Dit RVV deelt de verkeersborden op in de volgende series:
- Serie A: Snelheid
- Serie B: Voorrang
- Serie C: Geslotenverklaring
- Serie D: Rijrichting
- Serie E: Parkeren en stilstaan
- Serie F: Overige geboden en verboden
- Serie G: Verkeersregels
- Serie H: Bebouwde kom
- Serie J: Waarschuwing
- Serie K: Bewegwijzering
- Serie L: Informatie

De regels voor het plaatsen en verwijderen van verkeersborden zijn te vinden in het Besluit administratieve bepalingen inzake het wegverkeer (BABW) van 26 juli 1990. Voor de plaatsing van een verkeersbord waarmee een verbod of gebod wordt ingesteld of gewijzigd, moet de wegbeheerder in de meeste gevallen eerst een verkeersbesluit nemen.
Langs de Nederlandse wegen bevinden zich zo’n 3 miljoen verkeersborden. Deze zijn in middels een 360-graden camera en beeldherkenning in kaart gebracht als digital twin. Hieruit blijkt dat het bord B6 "Verleen voorrang aan bestuurders op de kruisende weg" met circa 10% het meest voorkomende bord is. Nog eens 10% geeft (on)verplichte fietspaden aan (G11-G14). De gemeente Sluis heeft de meeste borden per inwoner met één bord per vier inwoners, waar het gemiddelde op één bord per negen inwoners ligt.  

### Vaarwater
Verkeersborden die gelden op de waterwegen zijn bepaald in het Binnenvaartpolitiereglement.
Hierin worden de volgende verkeersborden vastgesteld:
- Verbodstekens
- Gebodstekens
- Beperkingstekens
- Aanbevelingstekens
- Aanwijzingstekens
- Bijkomende tekens
- Tekens aan kunstwerken
- Overige aanduidingen